# Ignacy Daniłowicz

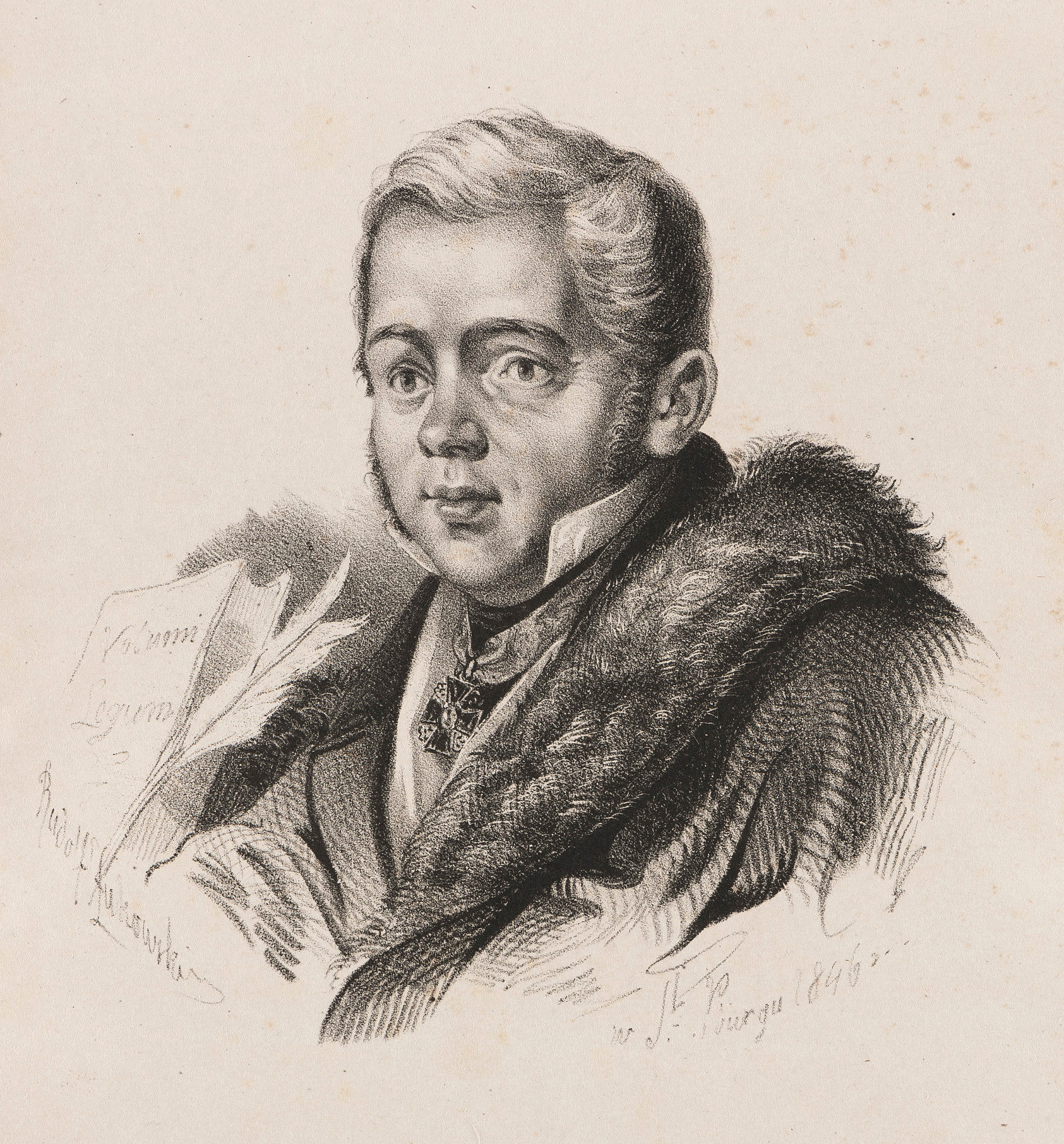
Ignacy Daniłowicz

Ignacy Daniłowicz krypt.: I. D., (ur. 30 lipca?/10 sierpnia 1788 w Hryniewiczach Dużych, zm. 12 lipca 1843 w Bad Gräfenbergu) – polski, obecnie również interpretowany jako białoruski, historyk i prawoznawca, członek przybrany Towarzystwa Królewskiego Przyjaciół Nauk w Warszawie w 1829 roku. 

## Życiorys
Syn Mikołaja, księdza unickiego, i Domiceli z Michniewiczów. Wychowywany przez stryja Michała, wybitnego pedagoga pijarskiego, kształcił się już od roku 1797 w łomżyńskiej szkole pijarów, a od roku 1807 w gimnazjum pruskim w Białymstoku. Trzy lata później (1810) rozpoczął studia na wydziale moralno-politycznym Cesarskiego Uniwersytetu Wileńskiego, ukończył je z tytułem magistra praw. W roku 1812 był sekretarzem francuskiego gubernatora Białegostoku. W roku 1814 wykładał w Wilnie prawo krajowe. Pod wpływem J. W. Bandtkiego, I. Ołdakowskiego i J. Lelewela zainteresował się bliżej historią prawa polskiego. W latach 1817–1818 w celach naukowych odwiedził kolejno: Warszawę, Petersburg i Moskwę. Po powrocie nadal wykładał w Wilnie (od roku 1819 jako adiunkt, od 1822 jako profesor nadzwyczajny, a od 1823 już jako profesor zwyczajny swej alma mater).
Profesor uniwersytetów kijowskiego i charkowskiego, przyjaciel i mentor Piotra Hułaka-Artemowskiego. Badał m.in. wywiezioną do St. Petersburga Metrykę Koronną. Ogłosił drukiem pomnik prawa litewskiego Statut Kazimierza Jagiellończyka z roku 1468. W 1824 roku wydalony z Wilna "poza granice polskich guberni" w ramach represji.

## Twórczość

### Ważniejsze dzieła
- Kodeks Napoleona w porównaniu z prawami polskimi i litewskimi, powst. 1818 (praca habilitacyjna), wyd. A. Kraushar Gazeta Sądowa 1904, nr 36-53 i odb. (Warszawa 1905)
- "Wiadomości o życiu i pracach uczonych I. Ołdakowskiego", Dziennik Wileński 1822, t. 1, s. 10-31, 182-197 i odb.
- "O Cyganach. Wiadomość historyczna czytana na posiedzeniu publicznym Cesarskiego Uniwersytetu Wileńskiego dnia 30 czerwca 1824 roku... Z dodaniem wyrazów i wzorów odmian gramatycznych języka tego narodu", Dziennik Wileński 1824, t. 2, s. 357-403; t. 3, s. 1-28 i odb., przekł. rosyjski: L. Ordyński Siewiernyj arch., t. 19-20 (1826)
- Kratkoje obozrienije dipłomatiki, 1829, (informacja według Maksimiejko: Juridiczeskij Fakultiet Charkowskogo uniwiersitieta za sto let jego suszczestwowanija, Charków 1908, s. 18)
- "Medale Radziwiłłowskie. Gabinety numizmatyczne nieświeski i charkowski", Tygodnik Petersburski 1830, nr: 38, 40 i odb.
- "Zapiska o magdieburgskom prawie" (1830), wyd. skrócone w: Połnoje sobranije zakonow (II) nr 4319; autograf w Arch. Gosudarstwiennogo sowieta, sprawa 17, 1828 r., nr 928, (informacja Noldego: "Zabytaja popytka...", s. 263-268)
- "Dorywcze uwagi o istnieniu hipoteki tak co do nazwiska, jako i rzeczy w dawnym polskim ustawodawstwie", Tygodnik Petersburski 1834, nr 88-89; Tygodnik Powszechny Warszawski 1834, nr 337-344 i osobno Petersburg 1834
- "Historischer Blick auf das Litauische Statut und den Einfluss des römischen Rechts auf das polnische und litauische", Dorpater Jahrbücher 1834, nr 4-6 i odb.; rękopis w Bibliotece PAN Kraków, sygn. 608, zeszyt 3; wersja polska: "Historyczny rzut oka na prawodawstwo litewskie", Wizerunki i Roztrząsania Naukowe, poczet nowy 1837, t. 1; Pamiętnik Naukowy 1837, t. 1 i osobno: Wilno 1837
- O magdieburgskom prawie i o organizacyi Kijewa (80 arkuszy), rękopis z roku 1834 w Archiwum Gosudarstwiennogo sowieta, sprawa 24, 1834 r., nr 1152, (informacja Noldego: "Zabytaja popytka...", s. 276-280)
- Swod miestnych zakonow zapadnych gubiernij, Petersburg 1837, 50 egz. (współautor: F. Malewski)
- Obozrienije istoriczeskich swiedienij o sostawlenii swoda miestnych zakonow zapadnych gubiernij, Petersburg 1837; wyd. 2. Petersburg 1910 (współautorzy: F. Malewski, M. Speranski)
- "O kronikach litewskich", Magazyn Powszechny 1840, nr 8; wyd. następne: "Wiadomość o właściwych litewskich latopisach", Athenaeum 1841, t. 6; jako wstęp do: "M. Stryjkowski: Kronika polska, litewska, żmudzka i wszystkiej Rusi. Wydanie nowe...", t. 1-2, Warszawa 1846
  - wersja rosyjska: Petersburg 1840
  - wersja niemiecka: Petersburg 1840
- Obozrienije swiedienij o preżdie bywszych usiljach s 1347 po 1830 god w sostawlenii swodom polskogo zakonodatielstwa (70 ark.), rękopis, (informacja Noldego: "Zabytaja popytka...", s. 111)
- Wstęp do historii prawa polsko-litewskiego, rękopis, (informacja Janowskiego)
- O powstaniu polskich miast do XII w., rękopis, (informacja Korbuta; Janowski odnotowuje pracę Daniłowicza o zbieżnym tytule, co nasuwa przypuszczenie, że znany Korbutowi rękopis jest fragmentem tej właśnie pracy).

Rozprawy swe ogłaszał w czasopismach i zbiorach: Athenaeum (1841), Beiträge z. Kenntnis d. Russischen Reiches (Petersburg, 1844, t. 10), Dorpater Jahrbücher (1834), Dzieje Dobroczynności Krajowej i Zagranicznej (tu m.in.: "Rzut oka historyczny na zakłady pobożno-dobroczynne w krajach dawnej Polski" 1820, s. 46-63), Dziennik Warszawski (1825-1826, 1829), Dziennik Wileński (1820-1824; tu m.in.: "Rozbiór Bibliograficznych ksiąg J. Lelewela" 1823, t. 2; "Opisanie bibliograficzne dotąd wiadomych rękopisów i drukowanych egzemplarzy Statutu Litewskiego" 1823, t. 1-2), Juridiczeskije zapiski Riedkina (Moskwa 1841, t. 1), Magazyn Powszechny (1840), Moskowskij wiestnik (1829), Pamiętnik Naukowy (1837), Rozmaitości (Lwów 1834), Tygodnik Petersburski (1830, 1834, 1838-1839; tu m.in.: Rozbiór Kraszewskiego "Wilno od początków jego do r. 1750 t. 1", 1839, nr 61-63), Tygodnik Powszechny Warszawski (1834), Wizerunki i Rozstrząsania Naukowe (1837), Żurnał Ministierstwa Norodnogo Proswieszczenia (Petersburg, 1836-1838, 1840).

### Prace edytorskie
- Latopisiec Litwy i Kronika ruska, z rękopismu słowiańskiego przepisane, wypisami z Wremiennika Sofijskiego pomnożone, przypisami i objaśnieniami dla czytelników polskich potrzebnymi opatrzone, staraniem i pracą... naprzód w "Dzienniku Wileńskim" r. (1823 i) 1824 częściami ogłaszane, a teraz w jedno zebrane, dokończone i przedrukowane, Wilno 1827, przedr. Russow: "Wospominanija", 1832, t. 4, s. 19-48; t. 5, s. 16-39; t. 6, s. 64-68
- Statut Kazimierza Jagiellończyka, pomnik najdawniejszych uchwał litewskich z XV wieku, wynaleziony i drukiem ogłoszony staraniem..., w rosyjskim języku, rosyjskimi i łacińskimi literami, i po polsku, Wilno 1826
- Kniga posolskaja Mietriki W. Kn. Litowskogo, t. 1-2, Moskwa 1841-1843, współwydawca: M. Obolenski, (w t. 1 przedmowa Daniłowicza)
- "Legatio ad Novae Civitatis et Colenses conventiones 1503", wysłane przez króla Aleksandra, Athenaeum 1841, t. 6
- Zbiór praw litewskich od roku 1389 do roku 1529 tudzież rozprawy sejmowe o tychże prawach od roku 1544 do roku 1563, wyd. A. T. Działyński, Poznań 1841, (zbiór przygotowany wspólnie z J. Lelewelem)
- Skarbiec dyplomatów papieskich, cesarskich, królewskich, książęcych, uchwał narodowych, postanowień różnych władz i urzędów, posługujących do krytycznego wyjaśnienia dziejów Litwy, Rusi litewskiej i ościennych im krajów, zebrał i w treści opisał Ignacy Daniłowicz. Z pozgonnych rękopismów znajdujących się w bibliotece Muzeum Wileńskiego wydał Jan Sidorowicz, t. 1 - 2, Wilno 1860-1862.

### Listy i materiały
- Do J. Zawadzkiego 3 listy z lat 1817-1834; do A. Zawadzkiego 4 listy z lat 1840-1842; ogł. T. Turkowski w: Materiały do dziejów literatury i oświaty na Litwie i Rusi, t. 1, Wilno 1953
- Korespondencja z J. Lelewelem z lat 1819-1830: 54 listy do Lelewela, 20 odpisów listów; rękopisy: Biblioteka PAN Kraków, sygn. 1266; fragm. z 24 listów ogł. L. Sadowska w: "Z listów do J. Lelewela o Statucie Litewskim (1815-1830)", Ateneum Wileńskie 1929, zeszyt 4; fragm. listu z 10 maja 1827 ogł. Z. Jabłoński w: "Listy o Adamie Mickiewiczu", Roczniki Biblioteki PAN w Krakowie 1955, s. 55-56; przedr. W. Billip w: Mickiewicz w oczach współczesnych... Antologia, Wrocław 1962
- Do J. Lelewela z roku 1829, ogł. A. Kraushar: Towarzystwo Warszawskie Przyjaciół Nauk, t. 7, Warszawa 1905
- Do Zimowskiego z roku 1833 i do Bradke 2 listy, ogł. D. Bagalej: Opyt istorii Charkowskogo uniwiersitieta, t. 2, Charków 1893-1904, s. 829-830
- Do T. Bułharyna, Gwiazda (kalendarz), Petersburg 1881
- Do M. Wiszniewskiego, rękopis: Biblioteka Jagiellońska, sygn. 949, oddz. 228
- Od M. Bobrowskiego, ogł. W. A. Francew: Polskoje sławianowiedienijekonca XVIII i pierwoj czetwierti XIX st., Praga 1906
- Od J. Lelewela, rękopis: Biblioteka Jagiellońska, sygn. 4435
- Sprawozdanie o pracy nad kodyfikacją, rękopis: Arch. Gosudarstwiennogo sowieta 1835 r., Nr 44, (informacja Noldego Zabytaja popytka..., s. 107-111)
- Papiery w Arch. Obszczestwa istor.-fiłoł. Charków
- Fragmenty wykładów, rękopis: Biblioteka Litewskiej Akademii Nauk, Wilno.